# Maslama ben Abd al-Málik ibn Marwán

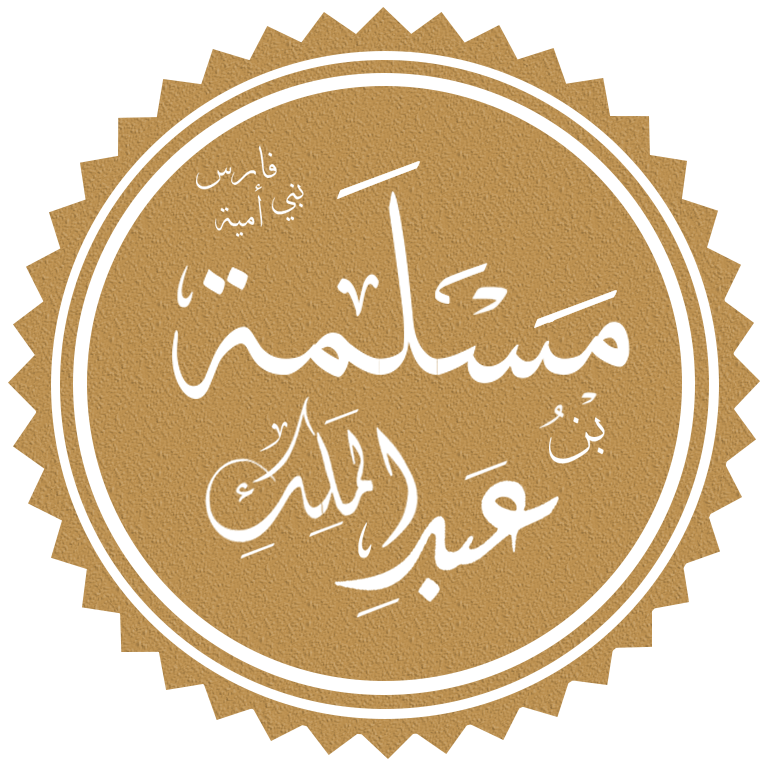
Maslama ibn Abd al-Malik, nombres en caligrafía árabe

Maslama ben Abd al-Málik ibn Marwán (¿?-24 de diciembre de 738) fue gobernador durante el califato Omeya, de Armenia, Yazira y Azerbaiyán, del año 709 al 721, del año 725 al 729 y entre los años 730 y 732.
Ayudó a su tío Muhámmad Ibn Marwán hacia el 704 contra los jázaros. Desde el 705 fue el encargado de las expediciones anuales en territorio bizantino, hacia Melitene, Amasya y Pérgamo, en las que conquistó Tiana (ciudad de Anatolia) y Amorio (707 y 708). En el año 709 fue nombrado gobernador de Arminiya (antes ya había sido gobernador de Qinnasrin; es decir, la región de Alepo). Hizo dos expediciones hasta Derbent, ciudad que destruyó (714). En 717 dirigió el asedio de Constantinopla pero se retiró al año siguiente (718).
En 719, se le encargó la lucha contra jariyíes y más tarde, contra el rebelde Yazid Ibn al-Muhallab, al que derrotó en agosto de 720. Entonces recibió el gobierno de Irak árabe junto con el Irak ayemita (persa) (julio de 720). En 721, perdió el gobierno de los dos Irak y otros, porque no entregó los impuestos correspondientes y se enfrentó al califa Yazid II por la sucesión, pues dio apoyo a su hermanastro Hisham en contra del hijo de Yazid, Al-Walid, por lo que perdió todos sus cargos. Fue sustituido en Armenia y Azerbaiyán por Harith ben Amru.
En 725, Hisham lo renombró de nuevo gobernador de esas dos regiones, hasta el 729 en que lo sucedió Abu Uqba al-Jarrah ben Abdallah al-Hakami, pero a la muerte de éste (730) fue nombrado otra vez hasta el 732.
En 726, hizo una saifa (expedición) que lo llevó a la conquista de Cesárea de Capadocia. Después luchó repetidamente contra los jázaros. En 730, hizo una expedición a Bab al-Abwad (Derbent, árabe Darband) donde reconstruyó la ciudad e instaló una guarnición. Hacia el año 732 dejó el gobierno a Saíd ibn Amr al-Harashi y se retiró a la vida privada en Siria (tenía tierras en la región entre Harrán y Al Raqa).
- Datos: Q31974
- Multimedia: Maslama ibn Abd al-Malik / Q31974